# Cuarteto de cuerda n.º 1 (Bartók)

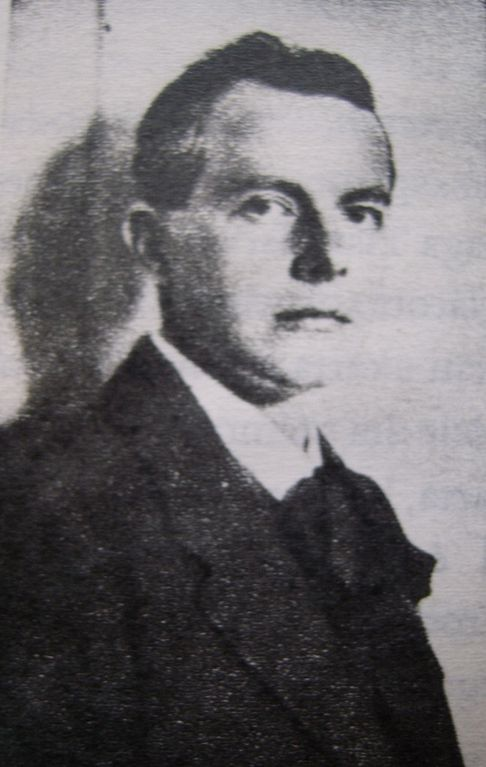
Béla Bartók 1907

El Cuarteto de cuerda n.º 1 en la menor, op.7, Sz.40, BB 52, es una composición musical de Béla Bartók. El compositor lo terminó de componer el 27 de enero de 1909 y es el primero de sus seis cuartetos de cuerda.

## Características
La pieza tiene tres movimientos, que según el compositor deben tocarse sin interrupción:
1. Lento
2. Allegretto
3. Allegro vivace

Bartók se inspiró para componer la obra en su amor insatisfecho por la gran violinista Stefi Geyer. Según una de las cartas de Bartók a Geyer, el primer movimiento es similar a una ceremonia de duelo, en cuyas notas iniciales se reproducen los temas del Concierto para violín n.º 1 inédito de Bartók. En esta obra, Bartók se propuso nada menos que trasponer la música folclórica a la forma clásica del cuarteto de cuerda y crear así un nuevo estilo para música húngara.
El estreno tuvo lugar en 1910, el 19 de marzo con la participación del Cuarteto Waldbauer-Kerpely, con quien Bartók había presentado unos días antes obras de Zoltán Kodály, y la pieza se publicó por primera vez poco después, en 1911.
Antal Molnár, exmiembro del Cuarteto Waldbauer presenta el cuarteto de cuerda en el número del 1 de marzo de 2011 de Zenekozlöny, en el que el autor del artículo escribe no sólo como crítico sino también como intérprete autorizado:
"Esta obra es un ejemplo perfecto de la obra escrita para cuatro instrumentos. Es tan decidido y seguro en su estructura, como si toda la composición hubiera sido tallada en mármol por sí misma... El estado de ánimo de la primera parte (Lento) no debe ser descrito como embrujado. Otros también fueron embrujados. Este comienzo lento y su corriente que fluye como una fuga, con sus vibraciones que traen a cada momento una nueva gran tensión, se mueve y vive su vida fenomenal, como un sueño, del que por la mañana sólo sabemos que fue sublimemente terrible... La última parte se mantiene unida por tres componentes principales. Todo es como un torrente en el inconsciente sin freno, pero su éxtasis no es un descuido, sino el anhelo de libertad del que está encadenado, impotente, pero nunca una lucha tranquila..."

## Movimientos

### Lento (attacca)
Entre el inicio y el final del primer movimiento con un arreglo polifónico, escuchamos una melodía apasionada que cambia a un tono más alegre. El primer movimiento es en realidad una complicada fuga contrapuntística, razón por la cual la obra se compara a menudo con el  Cuarteto de cuerda nº 14, Op 131 de Beethoven, que también abre la pieza con una fuga lenta.

### Allegretto (attacca)
El segundo movimiento está planteado en forma sonata, editada con trabajo motívico, que da testimonio de una influencia clásica.

### Allegro [Introduzione] – Allegro vivace
Este movimiento presenta una música rítmica final inspirada en la música folclórica.

## Partituras autógrafas
- Bocetos:

1. Cuatro borradores de memorandos en una página (Archivo Bartók, Budapest: BH39)
2. Bocetos de notas y un breve resumen del proceso en el Black Pocket Book (Archivo Bartók, Budapest: BH206), fol. 9r, 11r, 12r, 31v, 32v
3. I. 1-17. Boceto (colección privada, Londres)
4. I. 1–30. Primer borrador (colección privada, Londres)

- Partituras (colección privada de Florida de Péter Bartók : 20FSS1).
- Copia de un copista desconocido con correcciones de Bartók, copia grabada de la primera edición de Rv 3287 (1909) (Archivo Bartók, Budapest: BH37)
- Revisión corregida de la primera edición de la partitura (Archivo Bartók, Budapest BH38)
- Copia corregida de la primera edición (colección privada del hijo de Béla Bartók)

## Discografía
| Año  | Cuarteto                 | Sello                        |       |
| ---- | ------------------------ | ---------------------------- | ----- |
| 2019 | Quatuor Ragazze          | Channel Classics – CCS 41419 | [ 1 ] |
| 2018 | Ariel String Quartet     | Avie                         | [ 2 ] |
| 2007 | Cuarteto Ebene           | Mirare                       |       |
| 1997 | Cuarteto Takács          | Decca                        | [ 3 ] |
| 1950 | Juilliard String Quartet | Sony Classical - 19439831102 |       |
| 1963 | Juilliard String Quartet | Sony Classical - 5062312     | [ 4 ] |